# زياد غرسة

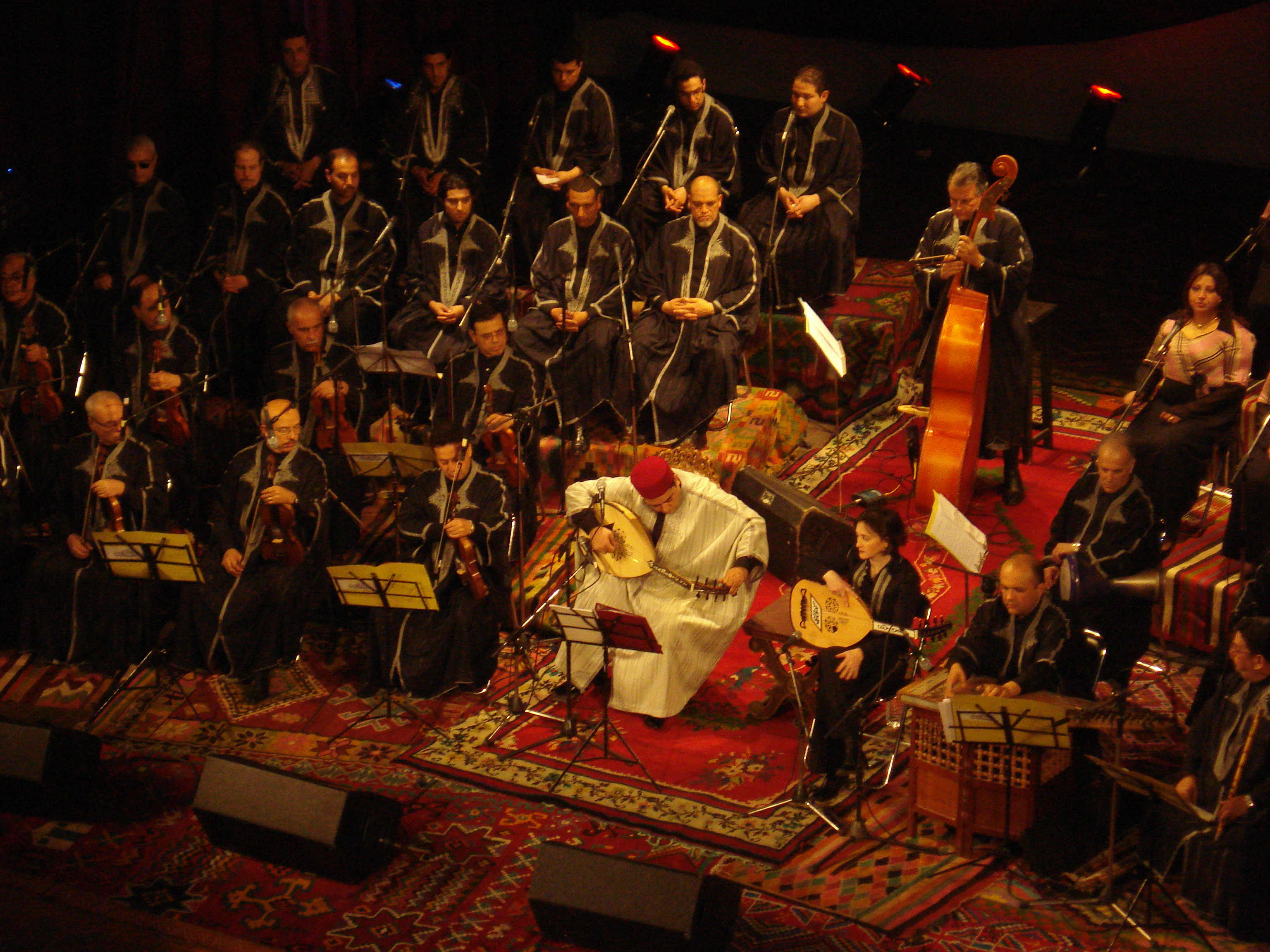
زياد غرسة (لابسًا جبة بيضاء) وهو يعدّل عوده أثناء عرض الفرقة الرشيدية بالمسرح البلدي بتونس في

زِيَاد غَرْسَة موسيقار وملحن ومغني تونسي، ولد في 17 مارس 1975 بمدينة تونس. درس عن والده، الموسيقار طاهر غرسة، الذي هو بدوره تلميذ الموسيقار الشهير خميس الترنان، الموسيقى التونسية منذ حداثة سنّه، وقواعد المالوف التونسي.
تخرج في الموسيقى وهو في سن الرابعة عشرة، ثم أصبح تدريجيًا من أبرز مطربي التراث الموسيقي التونسي (المالوف والموشحات). يجيد زياد غرسة العزف على العديد من الآلات الموسيقية، كالعود والكمان والكمان الجهير والبيانو وغيرها.
يقود زياد غرسة منذ جويلية 2006 الفرقة الرشيدية عوضًا عن عبد الحميد بنعلجية.

## التلفزيون
- 1997: الخطاب على الباب (ضيف شرف الجزء 2) لصلاح الدين الصيد وعلي اللواتي والمنصف البلدي.